# Ulignano
Ulignano ist ein Ortsteil (Fraktion, italienisch frazione) der Gemeinde San Gimignano in der Provinz Siena, Region Toskana in Italien.

## Geografie
Der Ort ist nach den Einwohnerzahlen der größte Ortsteil von San Gimignano und liegt ca. 5 Kilometer nordöstlich des Hauptortes San Gimignano und ca. 28 Kilometer nordwestlich der Provinzhauptstadt Siena. Er liegt bei 168 Metern und hatte im Jahr 2001 ca. 700 Einwohner. Heute (2017) sind es ca. 500. Der Ort liegt im Elsatal (Val d’Elsa), der Fluss Elsa fließt ca. 1 km östlich von Ulignano. Nächstgelegene Orte neben dem Hauptort San Gimignano sind Vico d’Elsa (Gemeinde Barberino Val d’Elsa (FI), ca. 2 km nordöstlich), Poggibonsi (ca. 6 km südöstlich) und Certaldo (FI, ca. 6 km nordwestlich).

## Geschichte
Auf eine Siedlung der Etrusker lassen Funde aus dem Jahr 2002 schließen, als bei der Anhöhe Poggio di Torre a Ulignano eine Stele entdeckt wurde, die dem 5. Jahrhundert v. Chr. oder 6. Jahrhundert v. Chr. zugeordnet wird.
Erstmals erwähnt wurde der Ort 1188 von Heinrich VI. in einem Brief an Ildebrando Pannocchieschi, den Bischof von Volterra. 1251 gelangte der Ort unter die Herrschaft von San Gimignano.

## Sehenswürdigkeiten

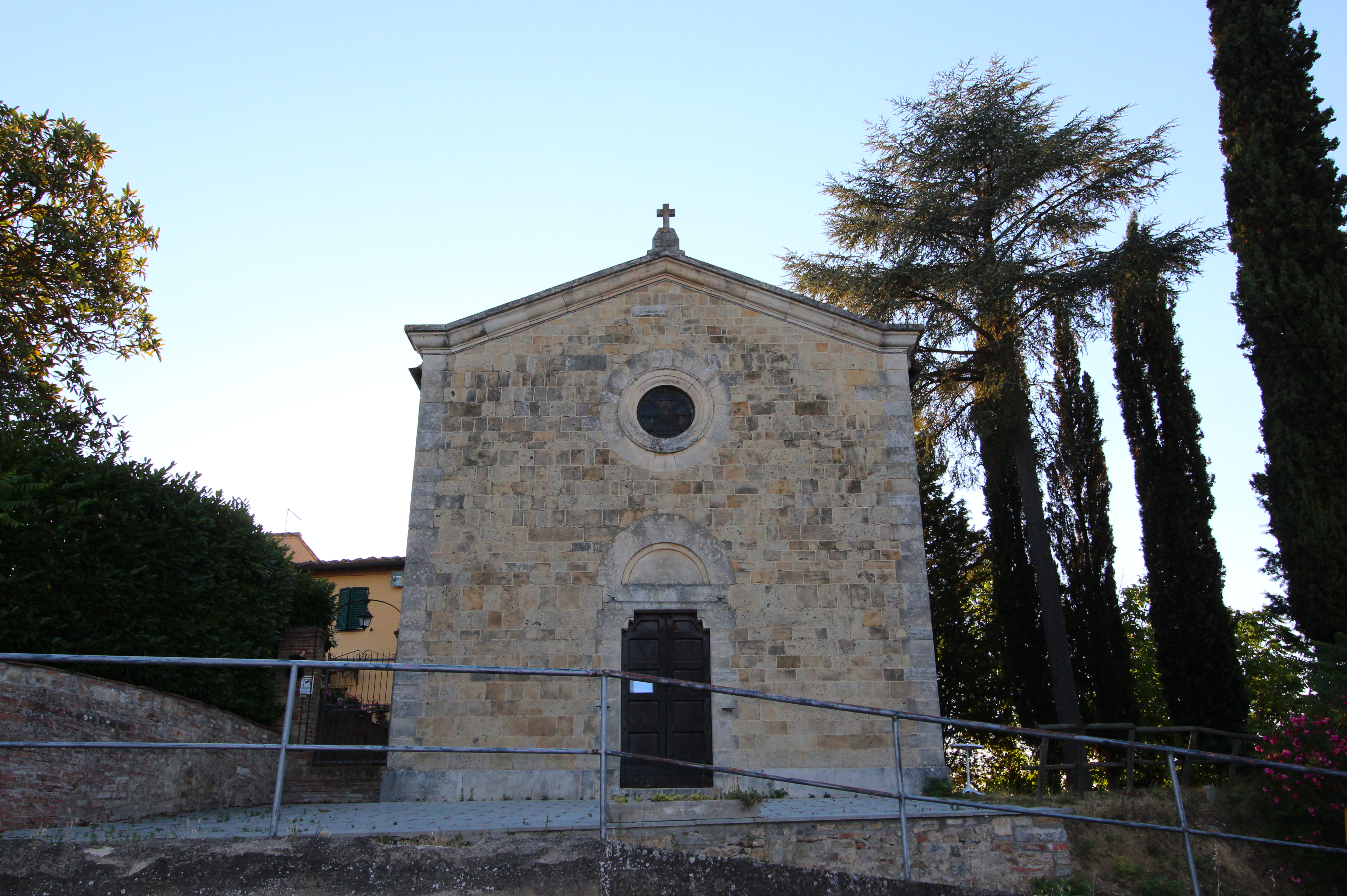
Die Kirche San Bartolomeo in Ulignano

- San Bartolomeo, Kirche oberhalb des Ortes an der Straße nach San Gimignano. Erstmals erwähnt wurde die Kirche 1188 in dem Dokument von Heinrich VI. An den Bischof von Lucca. Die Kirche wurde am Anfang des 20. Jahrhunderts restauriert.[5]
- San Biagio a Cusona, Kirche in der Località Cusona ca. 1 km südöstlich von Ulignano nahe der Villa di Cusona, Besitz der Guicciardini Strozzi. Die Kirche wurde 1220 in einem Schriftstück von Papst Honorius III. erwähnt.[6][7]
- Santa Maria a Villacastelli, Kirche in der Località Villacastelli (Villa Castelli, auch Località Santa Maria) ca. 1,5 km nordwestlich von Ulignano, 1220 durch Papst Honorius III. erwähnt.[8]

## Bilder

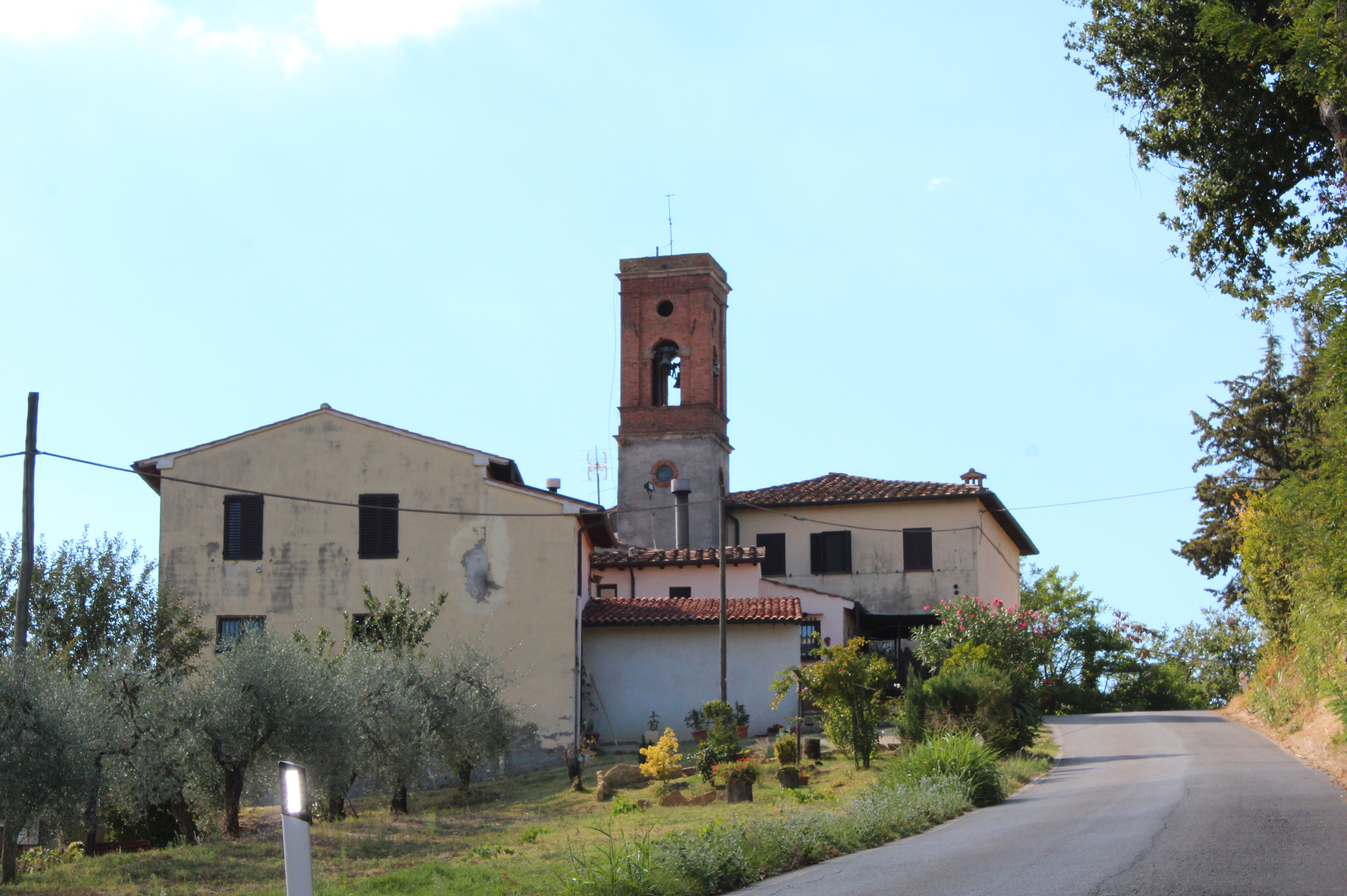
Die Kirche Santa Maria a Villacastelli kurz außerhalb des Ortes
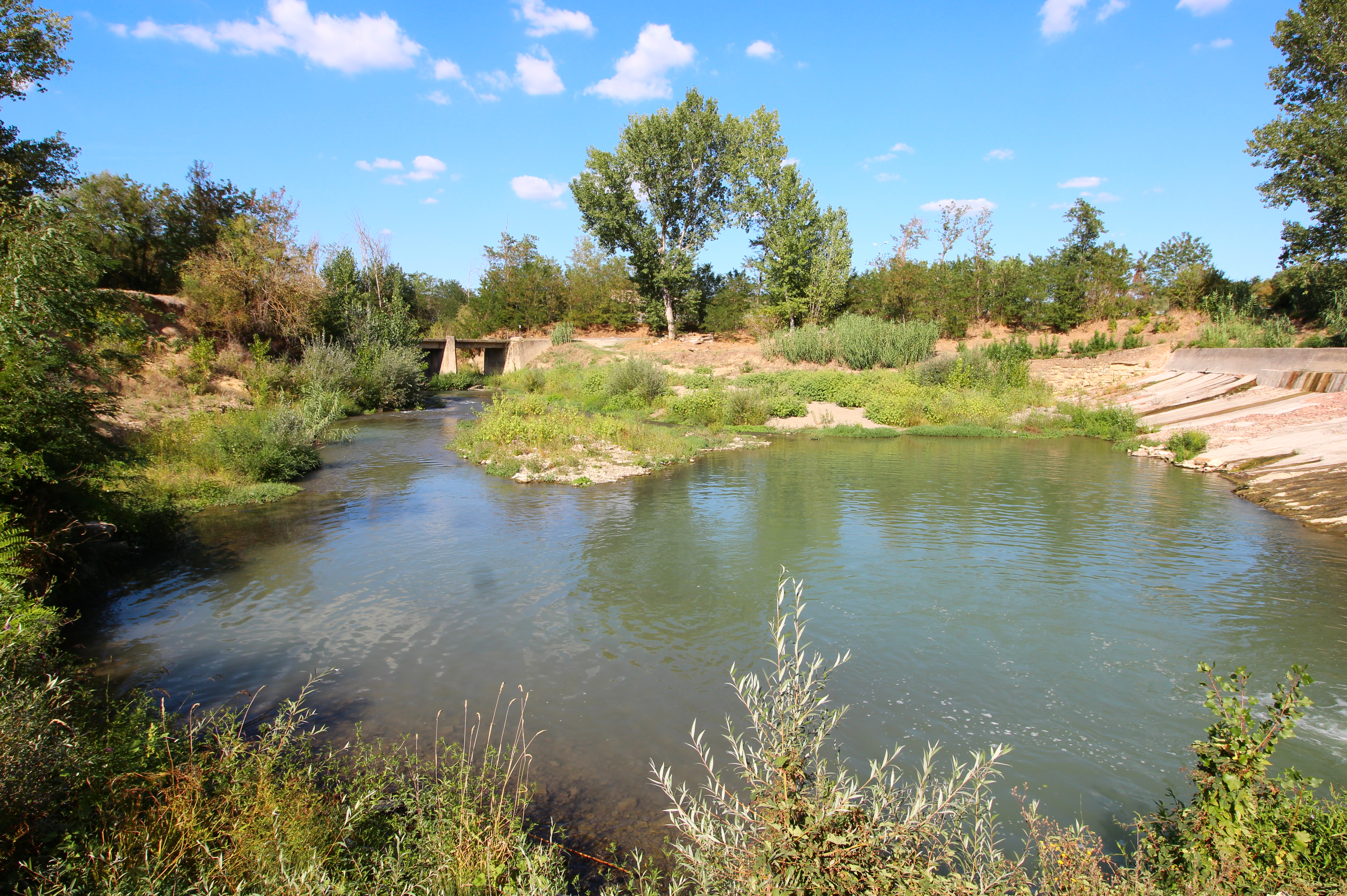
Der Fluss Elsa kurz nördlich von Ulignano